# Тачно д.о.о.
Тачно д.о.о., понекад позната као Танјуг Тачно, српска је новинска агенција са седиштем у Београду.

## Историја
Власници предузећа Тачно д.о.о. су „Minacord Media” (већински власник Жељко Јоксимовић) и „Радио-телевизија Панчево”, основано је 17. новембра 2020. године.
Предузеће је 9. марта 2021. године стекло 10-годишња права угашеног Танјуга на коришћење права интелектуалне својине и жигова агенције. Од тада предузеће наставља да објављује вести као медијска агенција под брендом Танјуг.